# Han Suk-kyu
Han Suk-kyu (* 3. November 1964 in Seoul) ist ein südkoreanischer Schauspieler.

## Filmografie
- 1995: Sea Anemone (말미잘, Cameo-Auftritt)
- 1996: The Legend of Gingko II – The Gingko Bed (은행나무 침대 Eunhaengnamu Chimdae)
- 1997: Green Fish (초록 물고기 Chorok Mulgogi)
- 1997: No. 3 (넘버3)
- 1997: The Contact
- 1998: Christmas in August (8월의 크리스마스)
- 1999: Shiri
- 1999: Tell Me Something (텔 미 썸딩)
- 2003: Double Agent (이중간첩 Ijung Gancheob)
- 2004: The Scarlet Letter (주홍글씨)
- 2005: The President’s Last Bang (그때 그사람들)
- 2005: Mr. Housewife (Quiz King)
- 2006: Forbidden Quest (음란서생)
- 2006: A Bloody Aria (구타 유발자들)
- 2006: Solace (사랑할 때 이야기하는 것들)
- 2008: Eye for an Eye (눈에는 눈 이에는 이)
- 2009: White Night (백야행 Baek Yahaeng)
- 2010: Villain & Widow (Villain on the Second Floor)
- 2013: The Berlin File
- 2013: My Paparotti (파파로티)
- 2014: The Tailors (상의원 Sanguiwon)
- 2019: Idol (우상 Usang)